# Madiza brittanica
Madiza brittanica är en tvåvingeart som beskrevs av Willi Hennig 1937. Madiza brittanica ingår i släktet Madiza, och familjen sprickflugor. Arten är reproducerande i Sverige.